# Golfbaan Hitland
Golfbaan Hitland is een golfbaan in Nieuwerkerk aan den IJssel. De baan werd in 1995 geopend. Er wordt onder meer gespeeld door Golfclub Hitland (tot 2011 Golfclub Van Rijckevorsel). De club is vernoemd naar natuurgebied Hitland.
De 18-holes golfbaan werd later aangelegd in het natuur- en recreatiegebied Hitland en is het ontwerp van golfbaanarchitect Gerard Jol. Er is ook een baan met negen par3-holes. In 2003 kreeg de baan de A-status.

## Jeugd Open
Sinds 2003 organiseert de club ieder jaar in de maand oktober een Jeugd Open. De eerste editie werd gewonnen door Joost Luiten. In 2010 werd het Jeugd Open gewonnen door Vince van Veen, die dat jaar ook het Jeugd Open won op Zoetermeer.